# Ания (волость, 2017)
А́ния (эст. Anija vald) — волость в Эстонии, в уезде Харьюмаа. Образована в 2017 году. Административный центр — город Кехра.

## География
Волость Ания расположена на севере Эстонии, на юго-востоке уезда Харьюмаа. Соседние волости: Козе, Раазику, Йыэляхтме и Куусалу в Харьюмаа, волость Ярва уезда Ярвамаа и волость Тапа уезда Ляэне-Вирумаа.
Через волость Ания проходит железная дорога Таллин—Тапа.
Площадь волости — 532,99 км², что составляет 12 % от общей территории уезда Харьюмаа; по площади волость занимает пятое место в Харьюмаа.
50 % территории волости покрыто лесами и 3 % — водоёмами. Большу́ю часть территории волости занимают заповедник Пыхья-Кырвемаа и природный парк Кырвемаа. Самые большие реки волости — Ягала и Соодла. В волости много торфяных и верховых болот.

## История
Новая волость Ания была создана на основе постановления правительства Эстонии от 29 декабря 2016 года путём объединения упразднённой волости Ания и посёлка Аэгвийду, с 1993 года имевшего статус поселковой волости. Административный центр волости — город Кехра, являющийся внутриволостным городом, то есть не имеющим муниципального статуса. Решение об объединении вступило в силу в 2017 году после выборов волостного собрания.
Историческое русское название волости во времена Российской империи — Аннияская волость.

## Символика
Символами новой волости Ания стали герб и флаг упразднённой волости Ания.

## Населённые пункты
Внутриволостной город: Кехра.

Городской посёлок: Аэгвийду.

Деревни: Аавере, Алавере, Ания, Арава, Ветла, Википалу, Воозе, Кауниссааре, Кехра, Кихмла, Кууземяэ, Лехтметса, Лилли, Линнаксе, Лоокюла, Люкати, Мустйыэ, Паазику, Парила, Пиква, Пиллапалу, Разивере, Раудоя, Роокюла, Салуметса, Салумяэ, Соодла, Ууэару, Хярмакозу, Юлейыэ.

## Статистика
Данные Департамента статистики Эстонии о волости Ания:

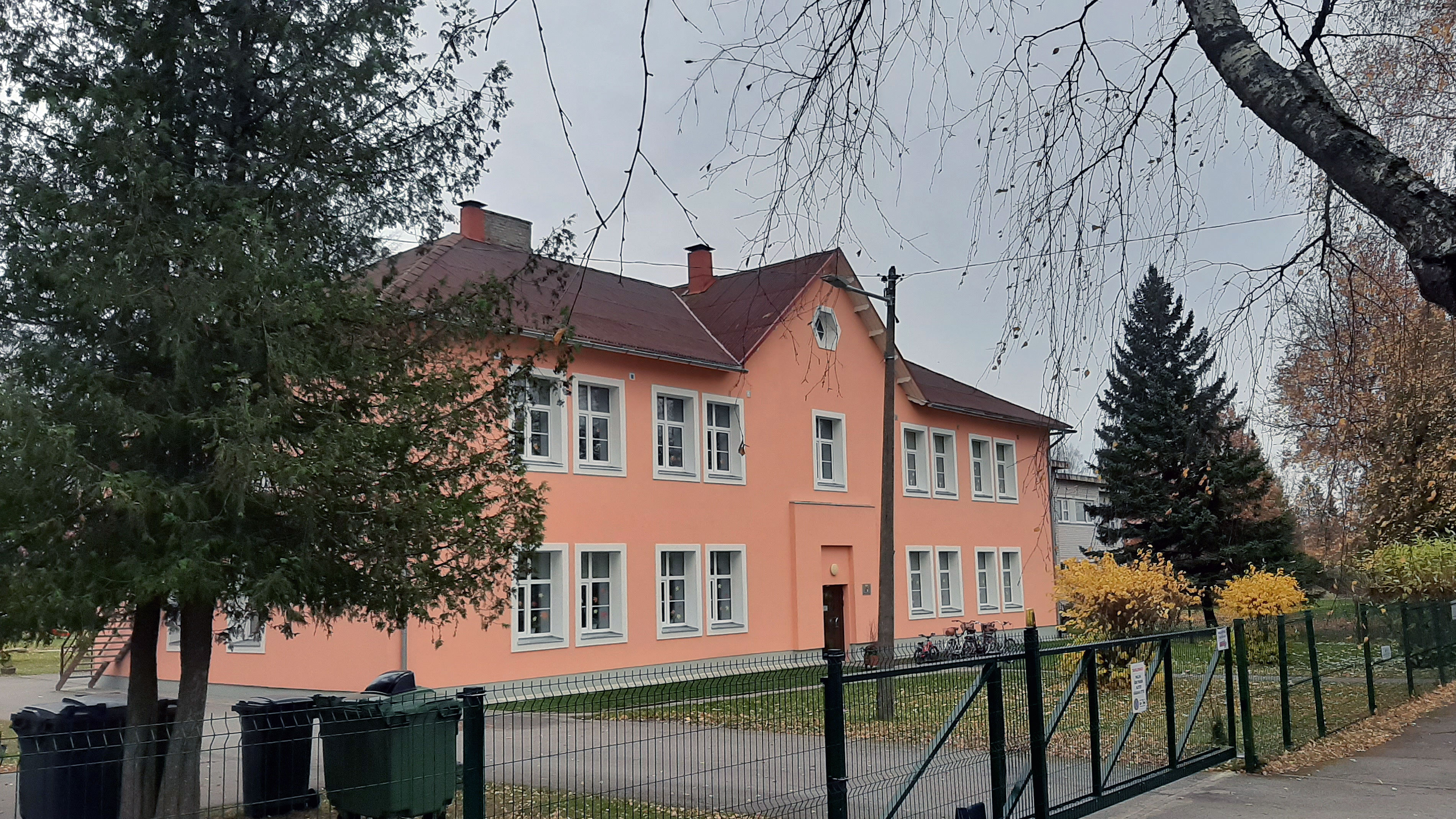
Детский сад в Кехра

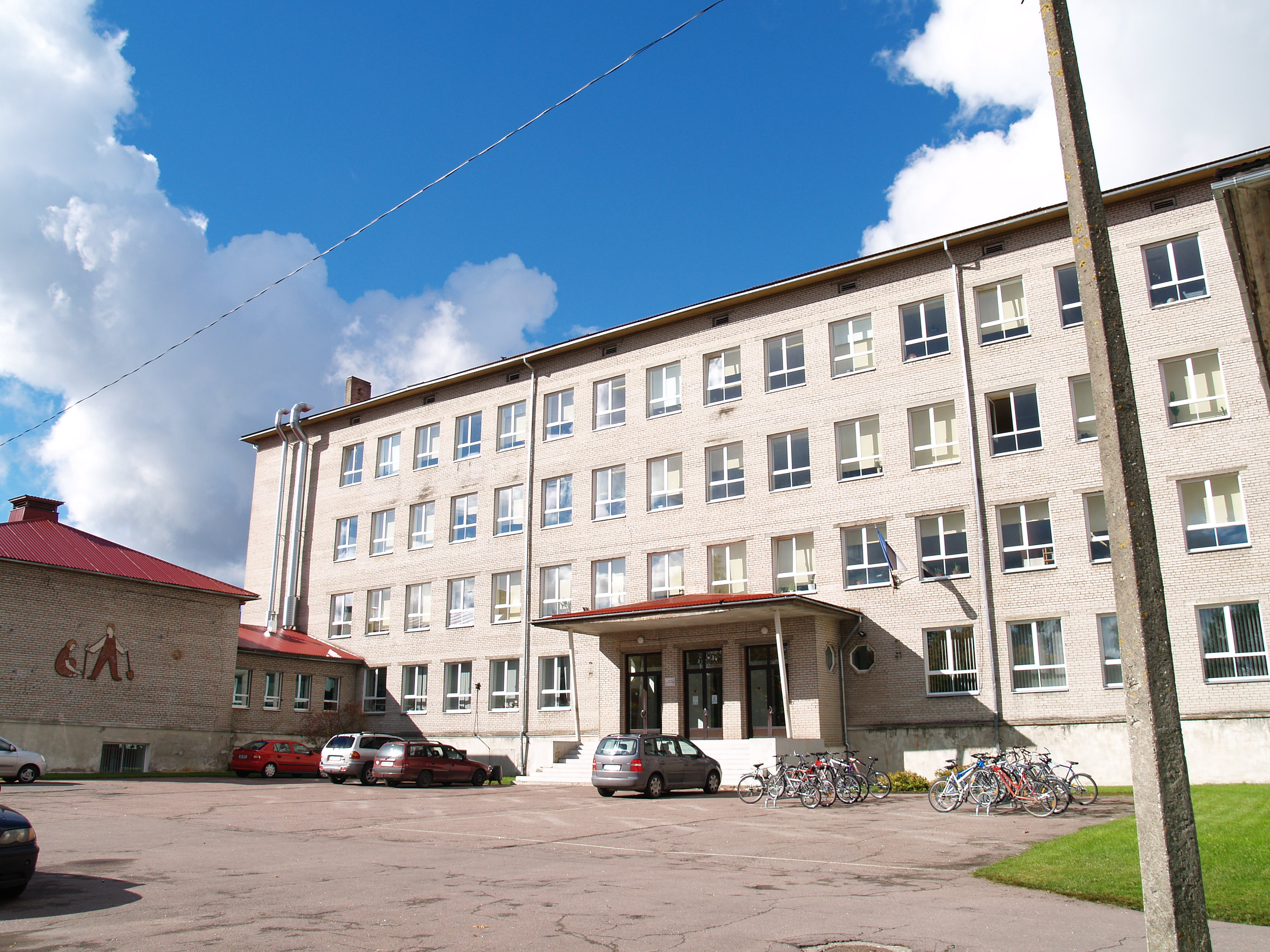
Кехраская гимназия

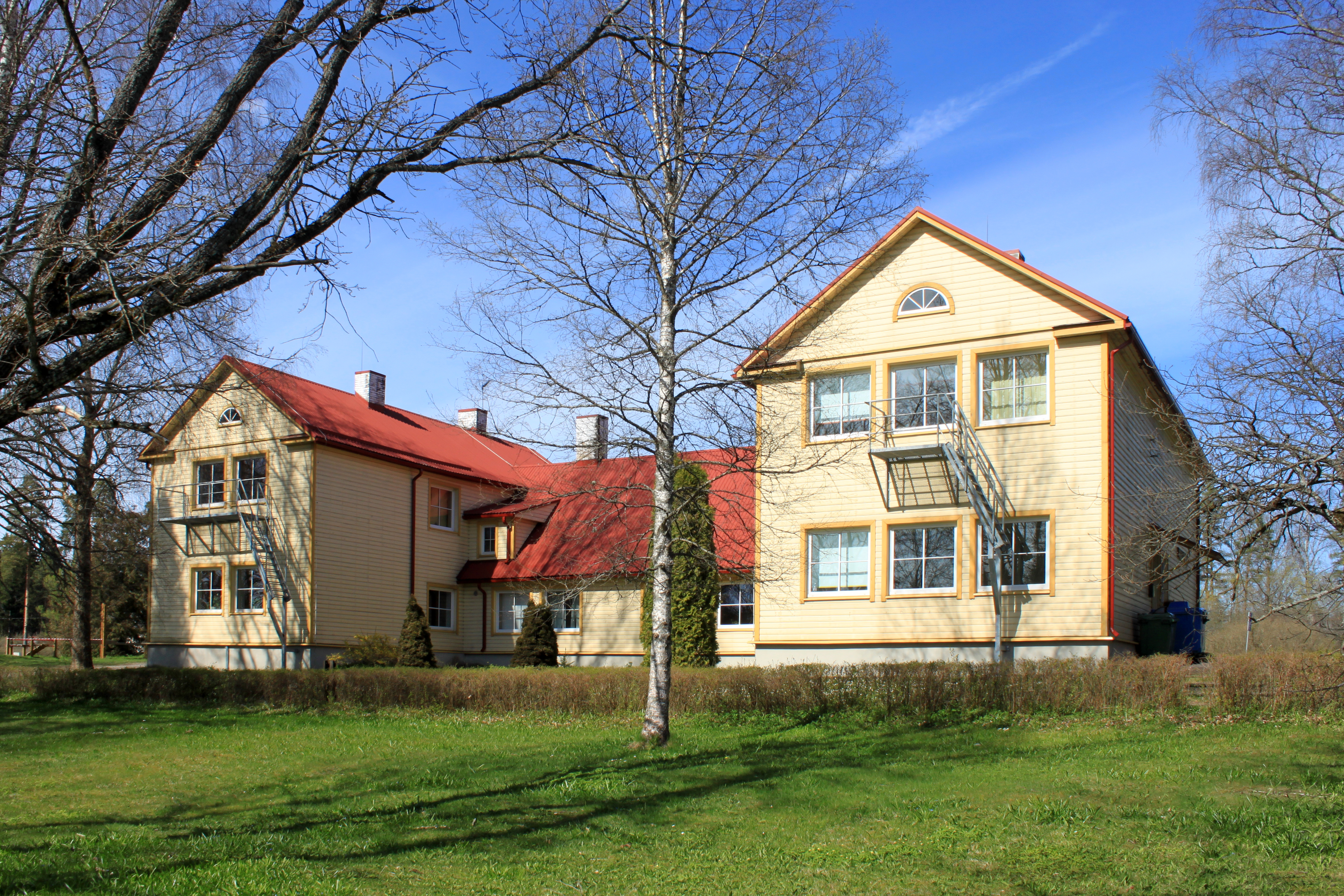
Школа Аэгвийду

Число жителей на 1 января каждого года:
| Год  | 2015 | 2016   | 2017   | 2018   | 2019   | 2020   | 2021   | 2022   | 2023   | 2024   |
| ---- | ---- | ------ | ------ | ------ | ------ | ------ | ------ | ------ | ------ | ------ |
| Чел. | 6254 | ↘ 6183 | ↘ 6177 | ↘ 6145 | ↗ 6159 | ↗ 6217 | ↗ 6253 | ↗ 6263 | ↗ 6456 | ↗ 6478 |

Число рождений (живорождённых):
| Год  | 2016 | 2017 | 2018 | 2019 | 2020 | 2021 | 2022 | 2023 |
| ---- | ---- | ---- | ---- | ---- | ---- | ---- | ---- | ---- |
| Чел. | 69   | ↘ 53 | ↗ 59 | ↗ 66 | ↘ 61 | ↗ 66 | ↘ 57 | ↘ 48 |

Число умерших:
| Год  | 2015 | 2016 | 2017 | 2018 | 2019 | 2020 | 2021 | 2022 | 2023 |
| ---- | ---- | ---- | ---- | ---- | ---- | ---- | ---- | ---- | ---- |
| Чел. | 71   | ↗ 68 | ↗ 79 | ↘ 74 | ↗ 92 | ↘ 89 | ↘ 82 | ↗ 97 | ↘ 71 |

Зарегистрированные безработные:
| Год  | 2015 | 2016 | 2017 | 2018 | 2019 | 2020 | 2021 | 2022 | 2023 |
| ---- | ---- | ---- | ---- | ---- | ---- | ---- | ---- | ---- | ---- |
| Чел. | 82   | 84   | 83   | 114  | 123  | 113  | 226  | 178  | 303  |

*2015—2019 годы — среднегодовое число, с 2020 года — на 1 января.
Средняя брутто-зарплата работника:
| Год  | 2013 | 2014  | 2015  | 2016   | 2017   | 2018   | 2019   | 2020   | 2021   | 2022   |
| ---- | ---- | ----- | ----- | ------ | ------ | ------ | ------ | ------ | ------ | ------ |
| Евро | 878  | ↗ 926 | ↗ 985 | ↗ 1041 | ↗ 1117 | ↗ 1193 | ↗ 1256 | ↗ 1289 | ↗ 1368 | ↗ 1480 |

В 2019 году волость Ания стояла на 26 месте по величине средней брутто-зарплате работника среди 79 муниципалитетов Эстонии.
Численность учащихся в школах:
| Год  | 2015 | 2016  | 2017  | 2018  | 2019  |
| ---- | ---- | ----- | ----- | ----- | ----- |
| Чел. | 582  | ↘ 567 | ↘ 565 | ↗ 575 | ↗ 596 |

## Инфраструктура
В волости работают 2 детсада, 2 школы, гимназия, 2 библиотеки, Кехраская школа искусств, 3 Центра молодёжи, 2 спортивных центра, Культурный центр и 4 народных дома. Действуют Молодёжный совет и Центр туризма и лыжного спорта Кырвемаа. В Кехра есть Центр семейных врачей, стоматологический кабинет и ветеринарная клиника. Семейный и ветеринарный врачи работают также в Аэгвийду. Социальные услуги оказывает Социальный центр Кехра.

## Экономика

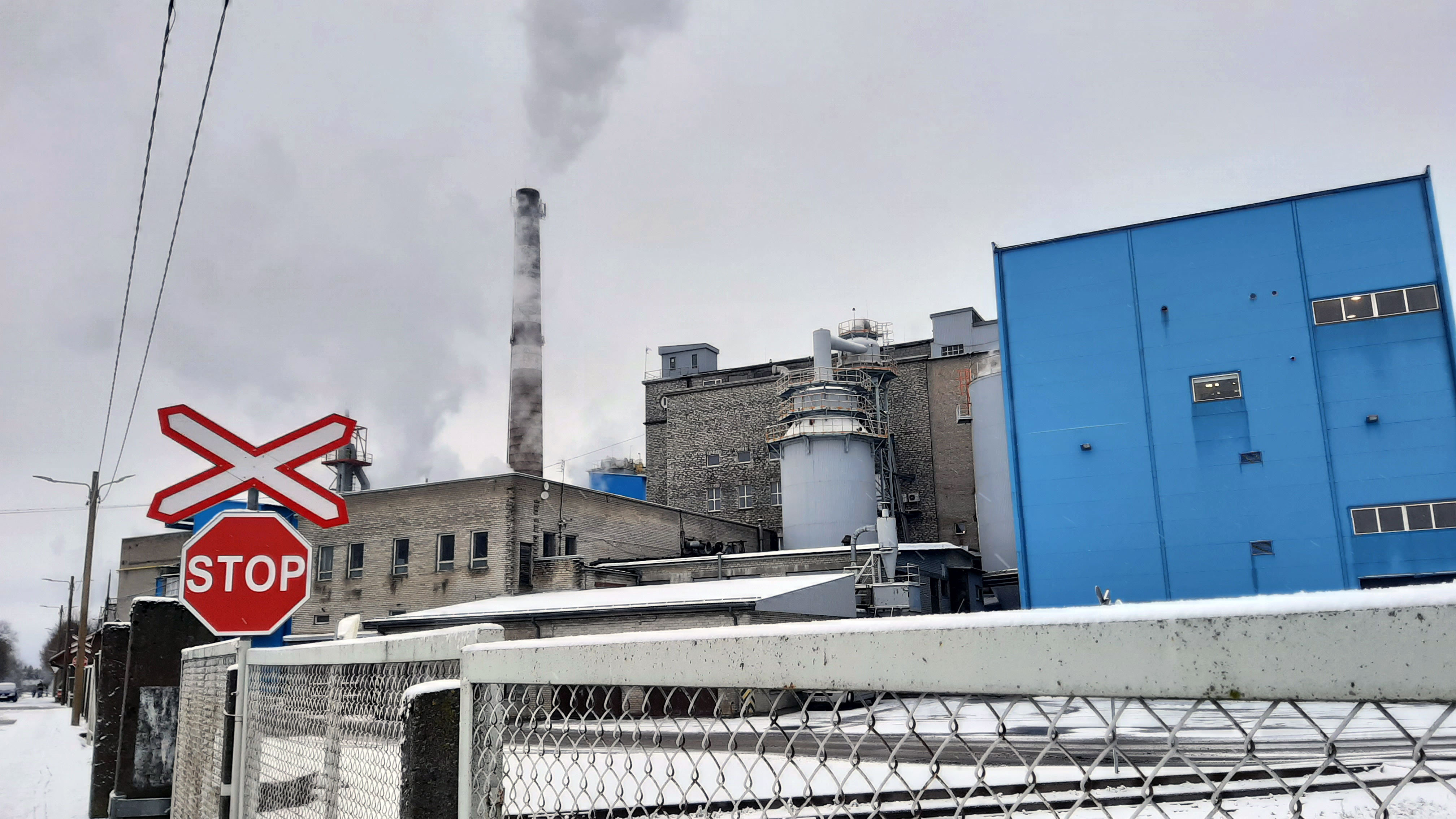
Предприятие «Horizon tselluloosi ja paberi AS» (бывшая Кехраская целлюлозно-бумажная фабрика)

Крупнейшие работодатели волости по состоянию на 31 марта 2025 года:
| Предприятие / организация        | Вид деятельности                                         | Численность работников, чел. |
| -------------------------------- | -------------------------------------------------------- | ---------------------------- |
| Horizon tselluloosi ja paberi AS | Производство бумаги и картона                            | 321                          |
| Anija Vallavalitsus              | Волостная управа Ания, орган государственного управления | 92                           |
| Kehra gümnaasium                 | Гимназия                                                 | 91                           |
| Kehra Lasteaiad                  | Детские сады города Кехра                                | 72                           |
| Miltimek Baltic OÜ               | Производство метизов                                     | 70                           |
| Alavere Põhikool                 | Основная школа                                           | 37                           |
| Anija Valla Kultuurikeskus       | Культурный центр волости Ания                            | 28                           |

## Достопримечательности

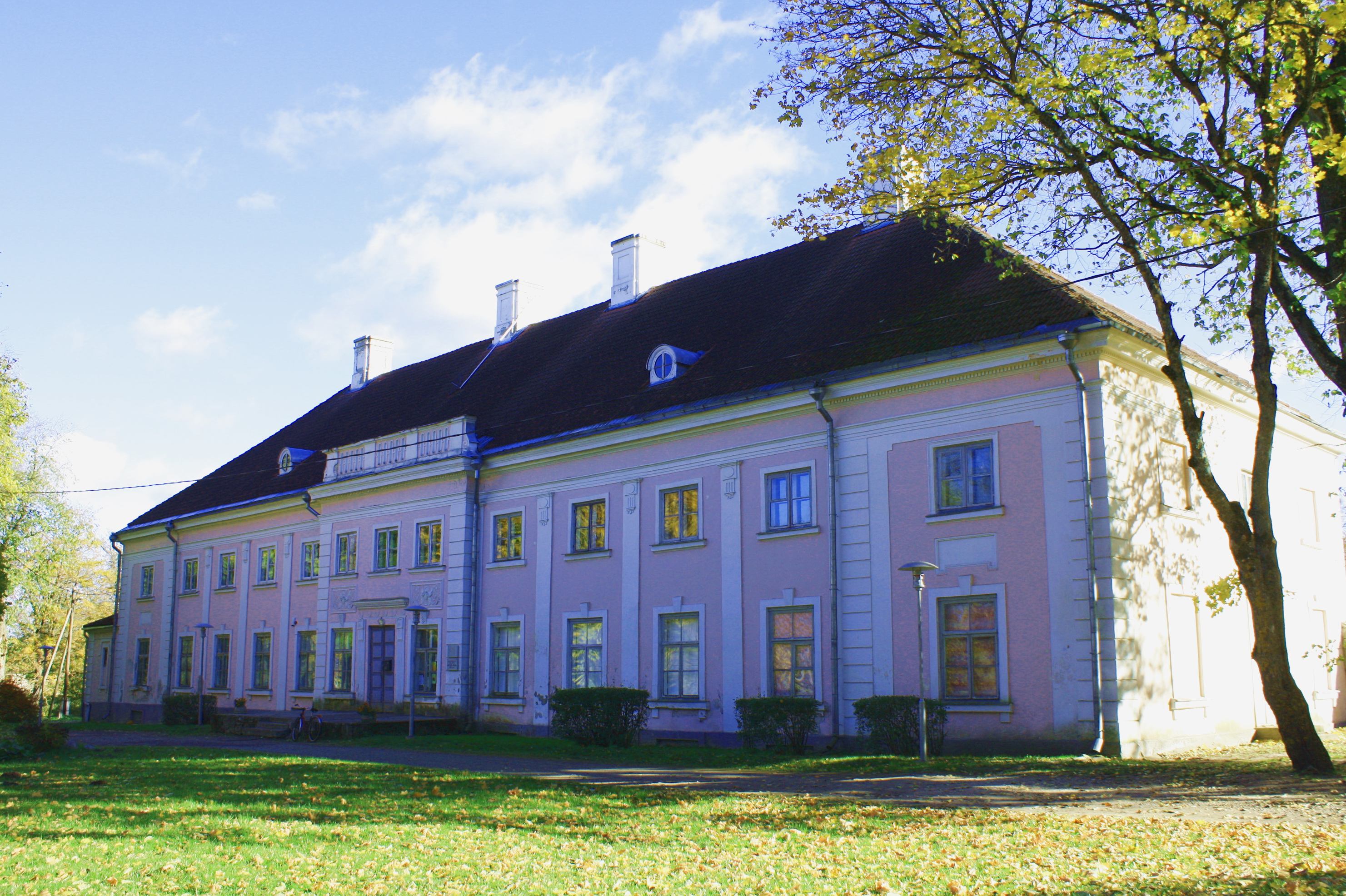
Главное здание мызы Анния (Ания)

Главными достопримечательностями волости являются:
- церковь Аэгвийду;
- мыза Анния (Ания), памятник культуры, впервые упомянута в 1482 году (нем. Annia, также Hannijöggi); главное здание в стиле позднего барокко построено в 1670-х годах, когда мызой владел шведский военный деятель и архитектор Якоб Сталь фон Гольштейн (Jakob Staël von Holstein), с 1.10.2019 находится на реставрации[15];
- мыза Пиква, памятник культуры, впервые упомянута в 1725 году как скотоводческая мыза рыцарской мызы Аллафер (Алавере), в главном здании мызы в 1920—1972 годах работала школа, в настоящее время оно находится в частной собственности;
- мыза Кехтель (Кехра), деревянное главное здание мызы в стиле раннего классицизма построено в 1820-х годах, когда мызой владел Фридрих Август фон Майдель (Friedrich August von Maydell)[16];
- часовня Святого Михаила в деревне Пиква.

## Галерея

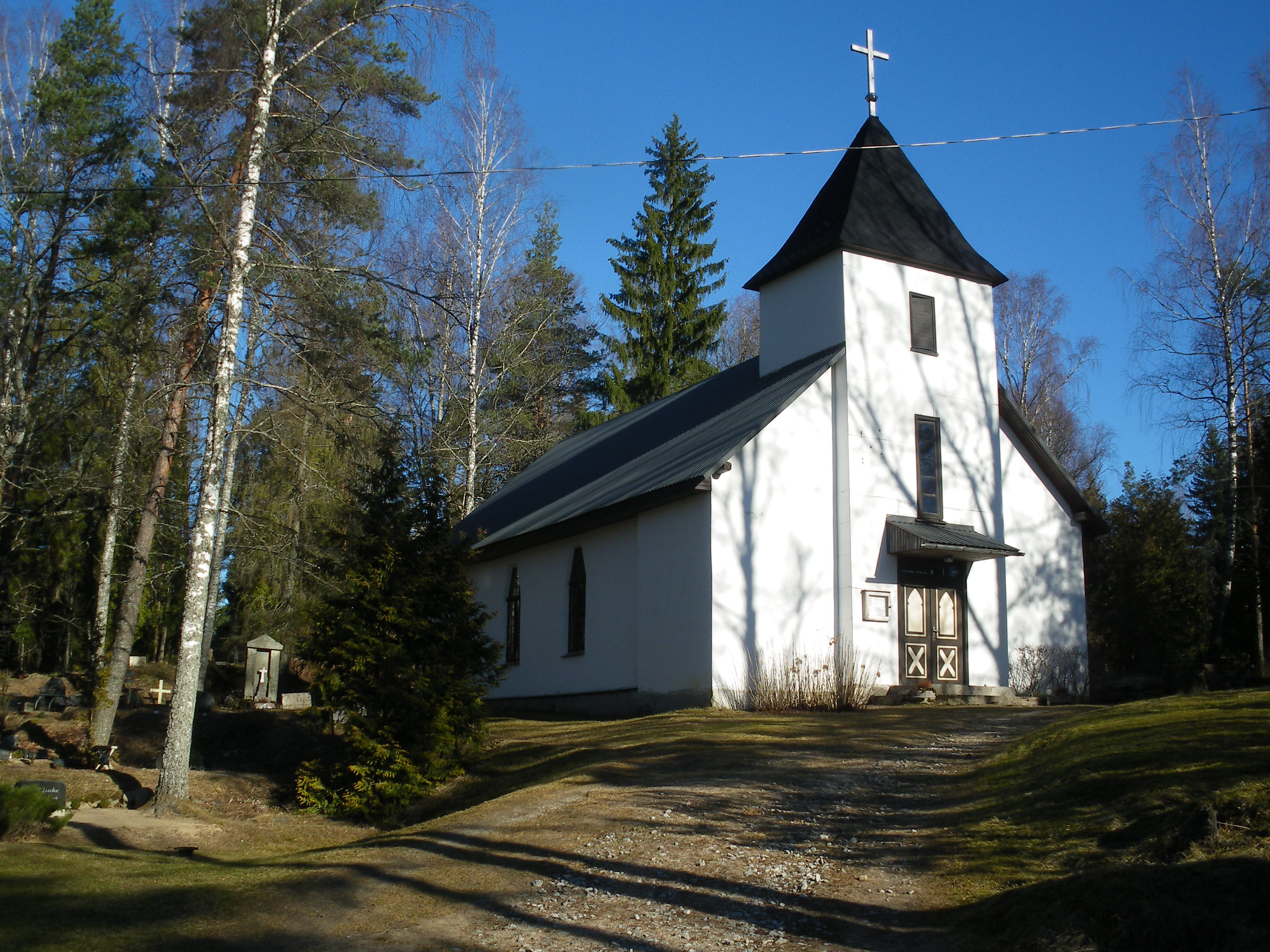
Церковь Аэгвийду
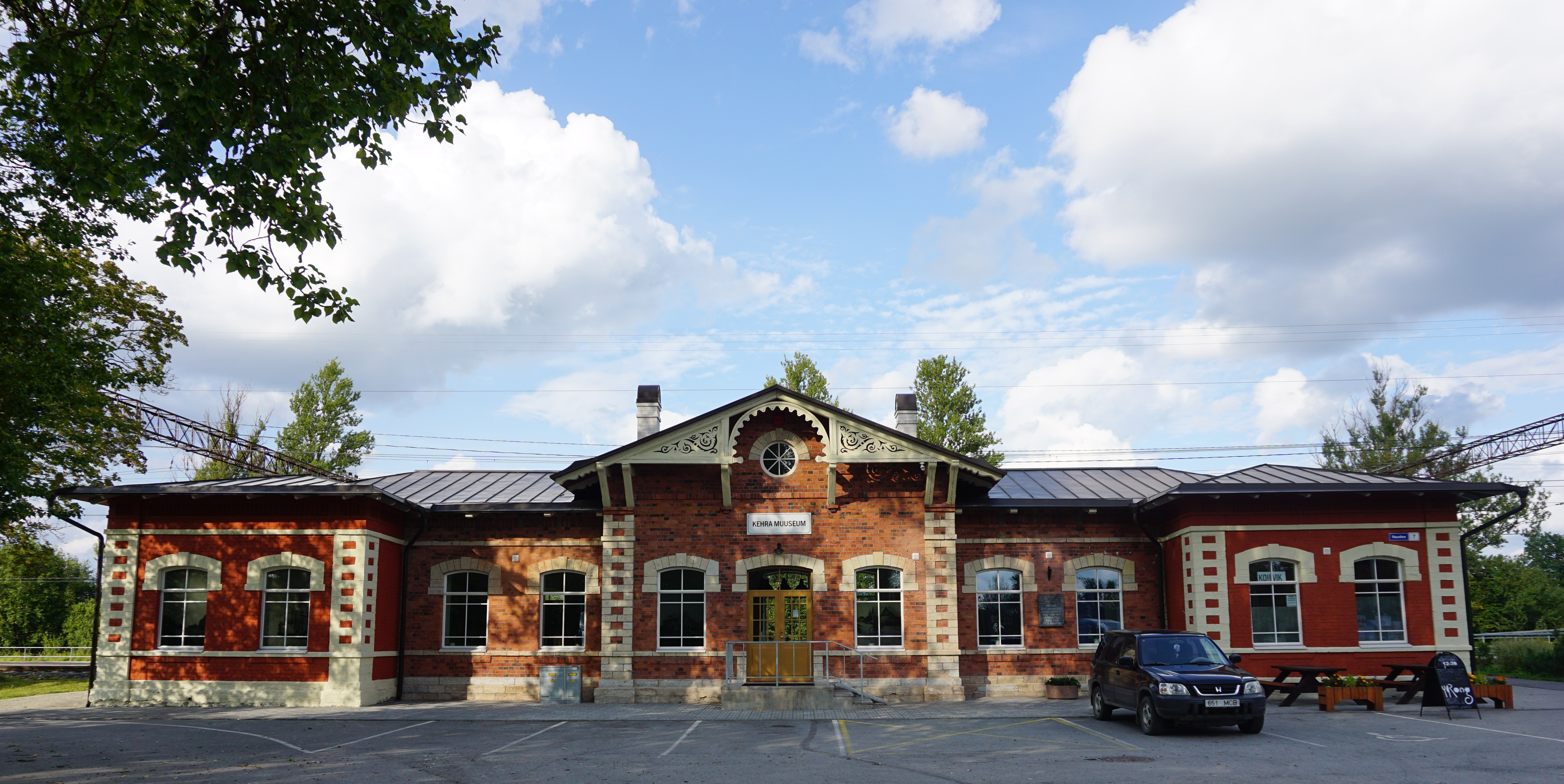
Здание ж/д станции Кехра
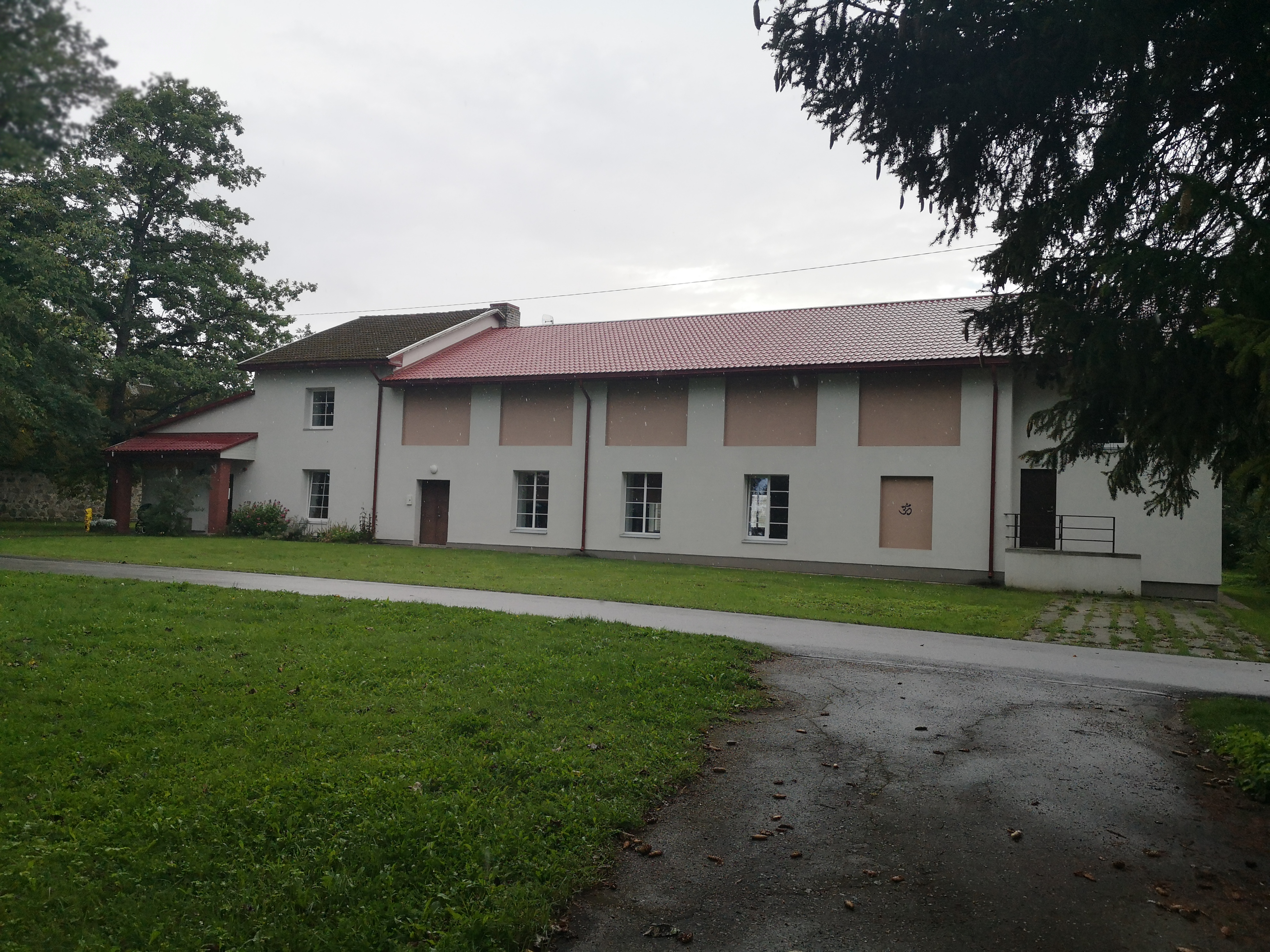
Народный дом Кехра
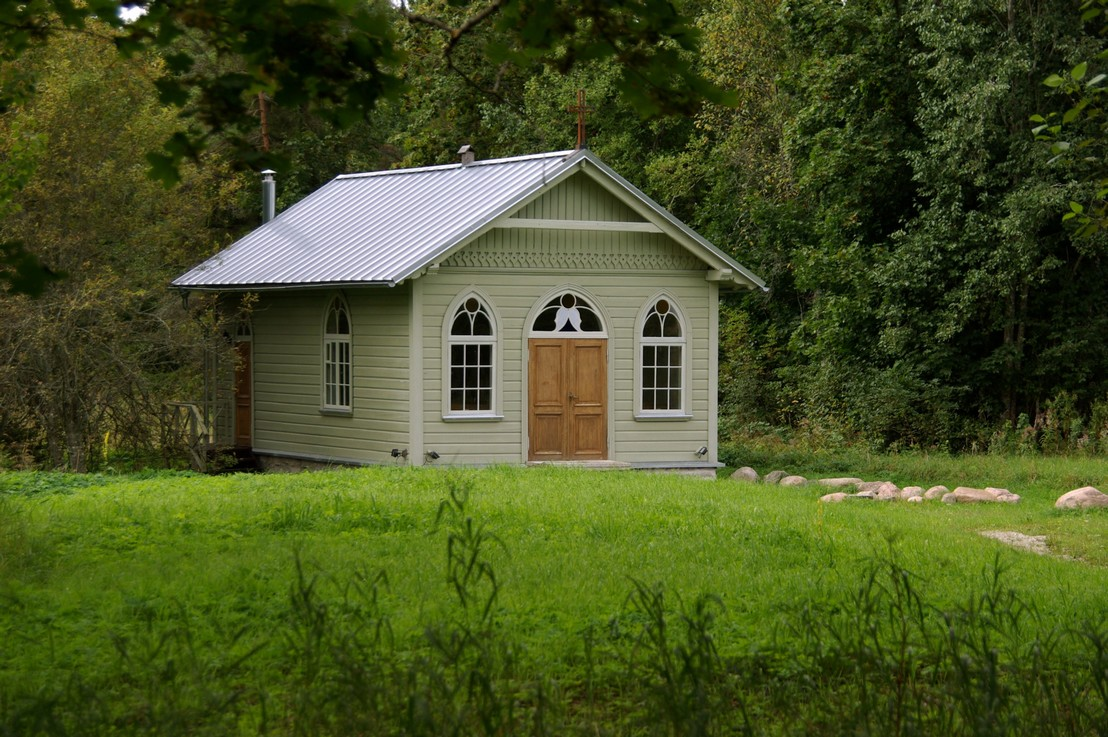
Часовня Святого Михаила в Пиква
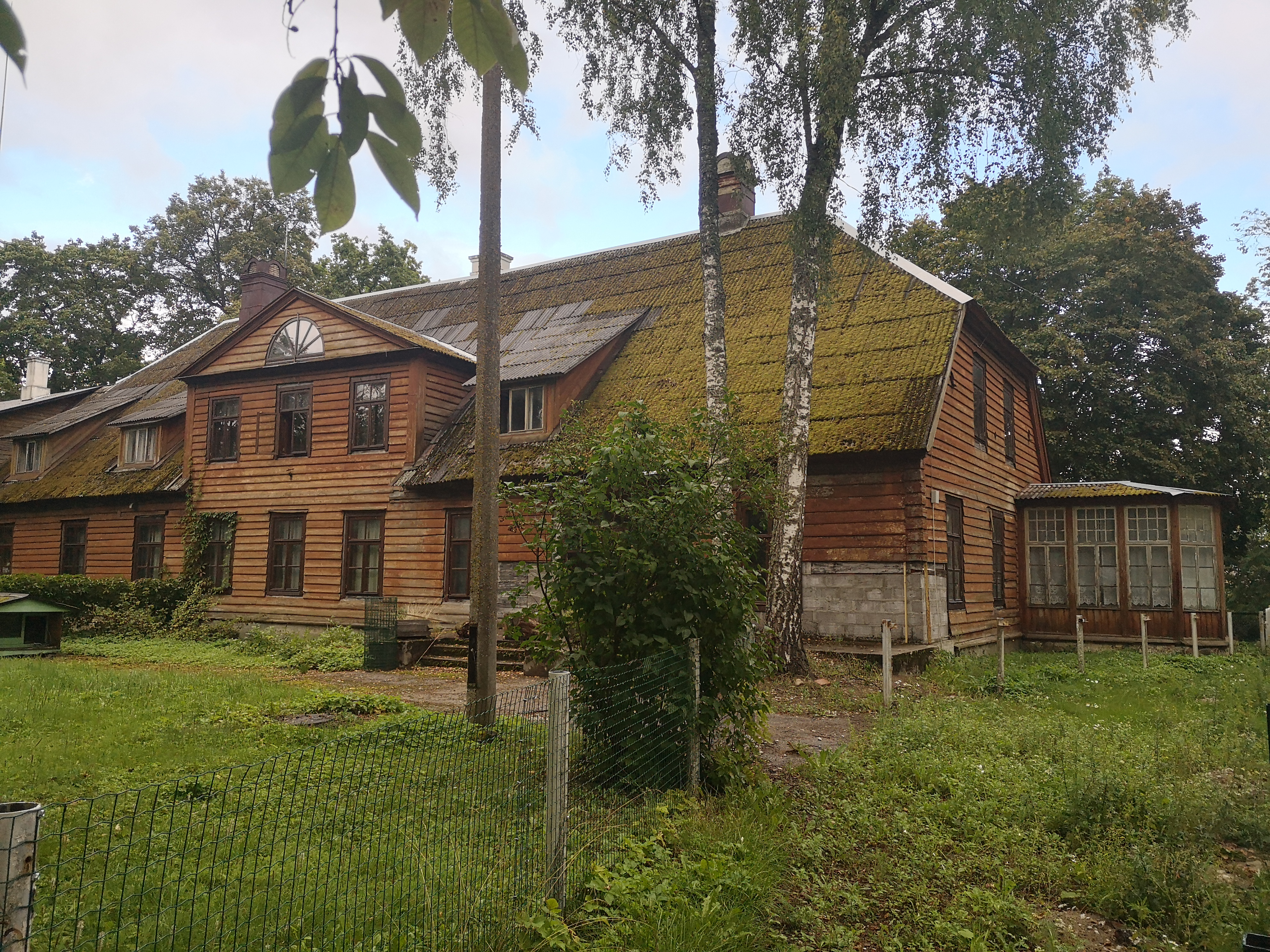
Главное здание мызы Кехтель (Кехра)
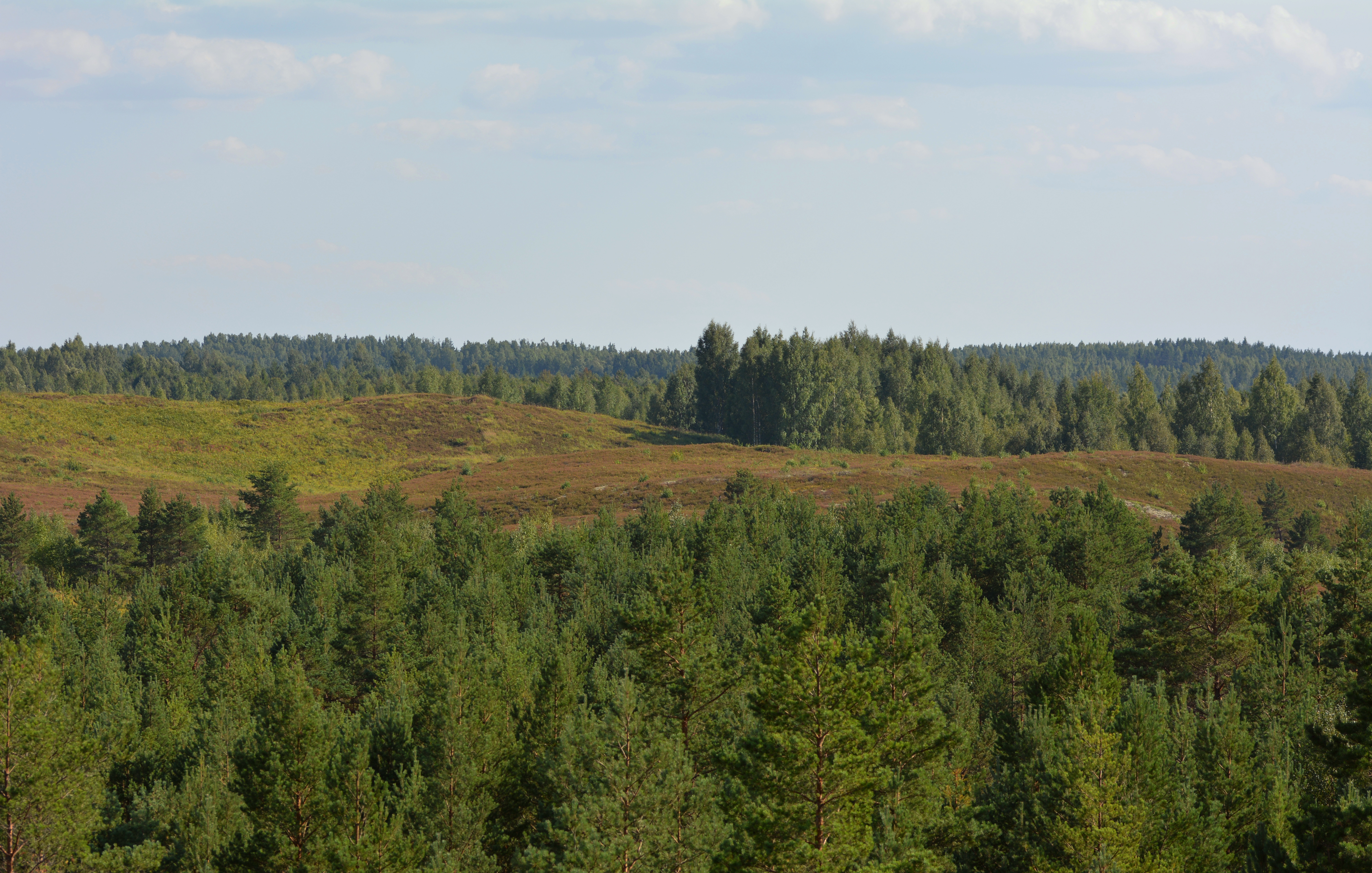
Заповедник Пыхья-Кырвемаа
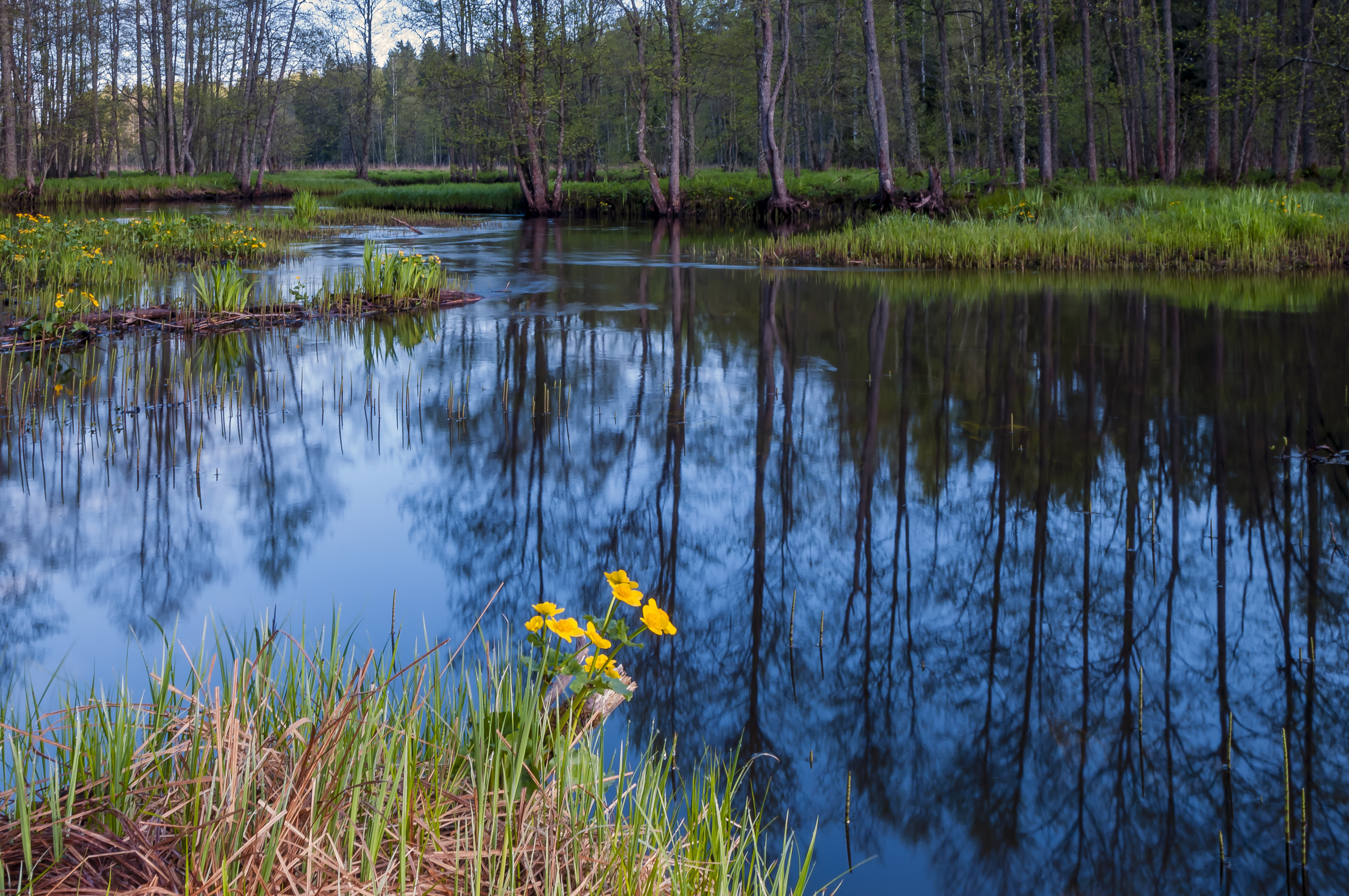
Река Соодла
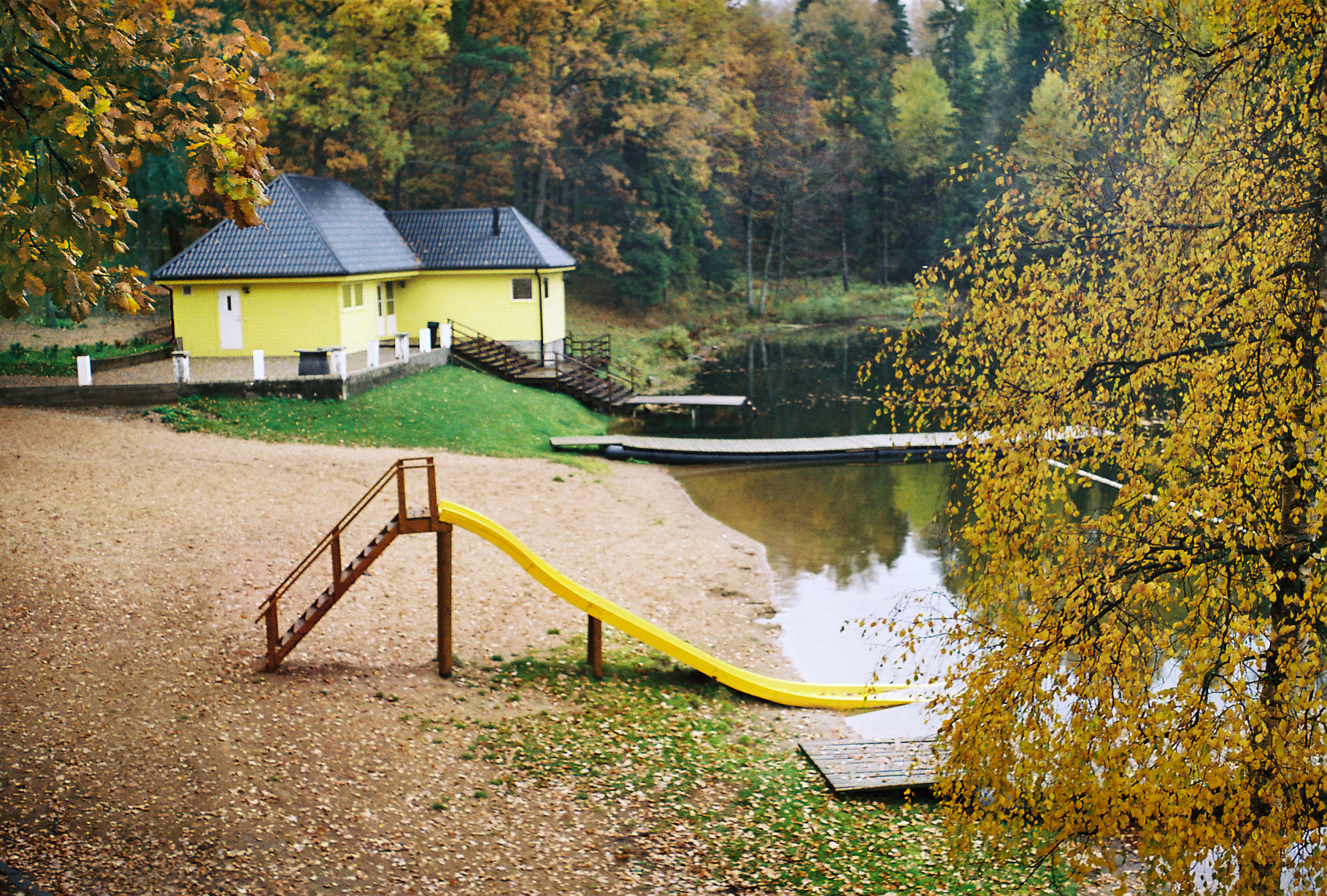
Пляж на озере Пургатси
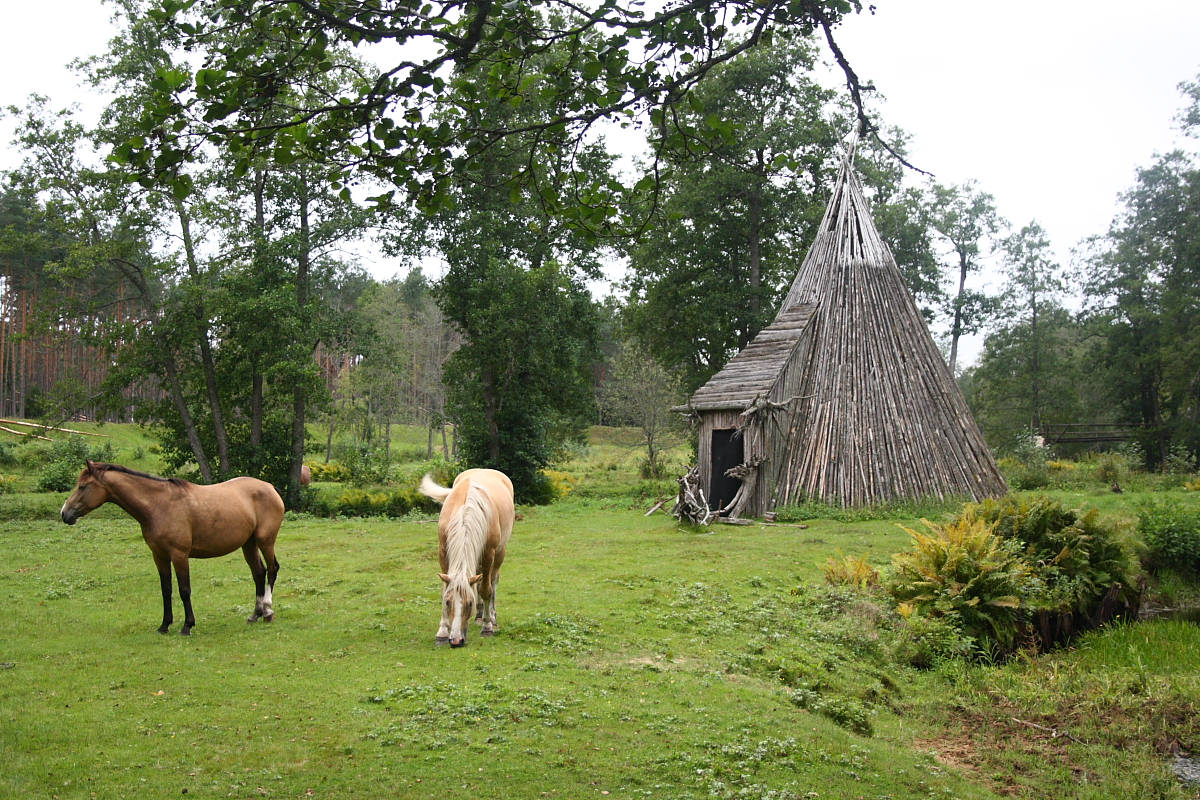
В деревне Мустйыэ
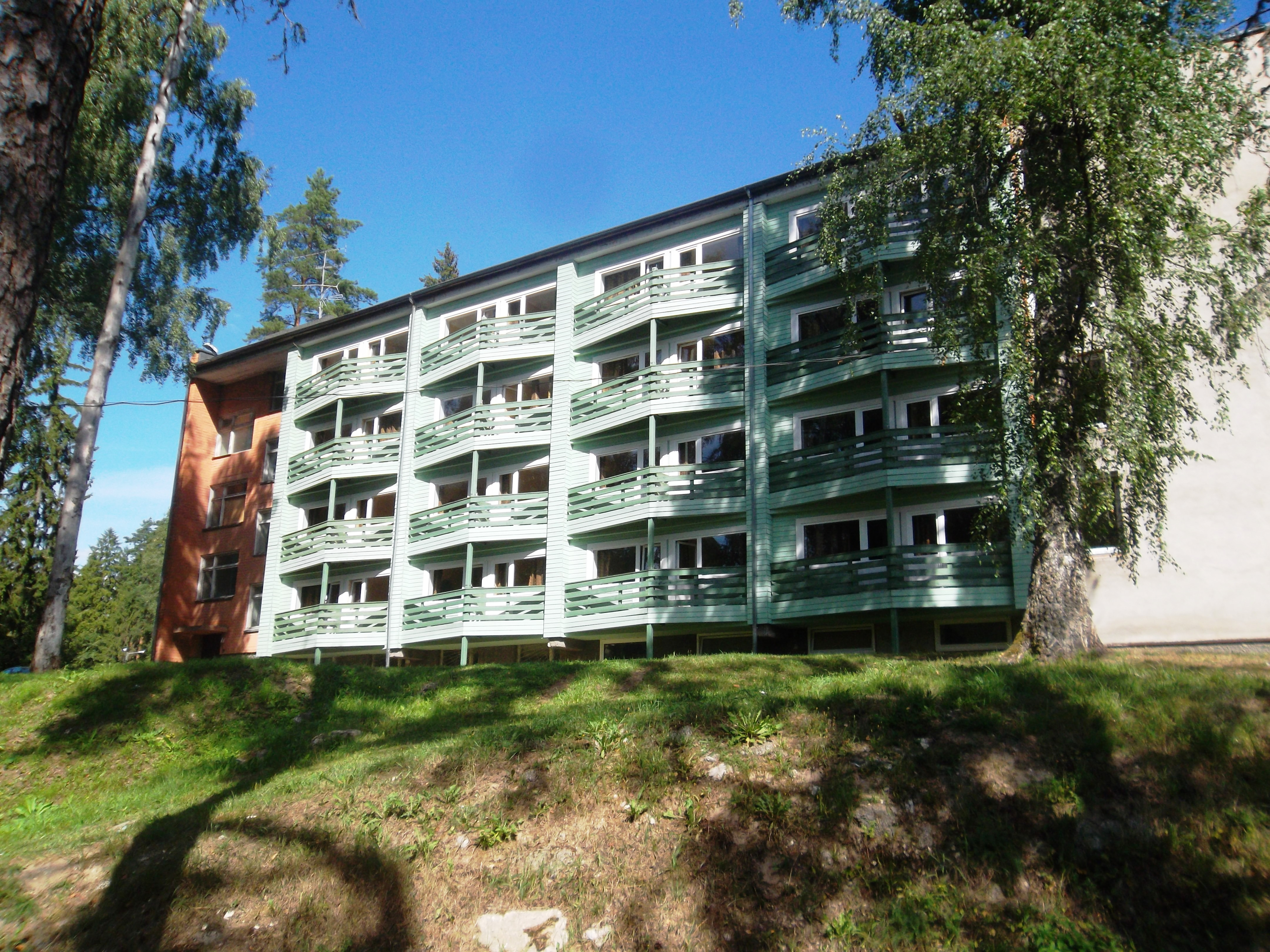
Дом отдыха в местечке Нелиярве